# 光慶寺 (大和郡山市)
光慶寺（こうけいじ）は、奈良県大和郡山市今井町にある、浄土真宗本願寺派の寺院である。

## 歴史
- 開基・比叡山の皇慶阿闍梨が、1028年（長元元年）、山城国綴喜郡岩田村に創建する。
- 平康頼の孫千代寿が出家して光慶と号し、住職になった。
- 光慶は蓮如の教化に帰依し、天台宗を改め浄土真宗となる。
- 佛光寺経豪とともに蓮如に帰参し、その後本願寺の御堂衆を勤めた。
- 1588年（天正16年）、今の良玄禅寺の地に光慶寺を創立。
- 1617年（元和3年）、現在地に移転
- 明治期までは中本山（中本寺）：大和北部の本願寺教団の中心的寺院。昔は多くの下寺を持ち、また大和郡山藩、本願寺、領内の本願寺末寺の三者を仲介する役寺であった。

## 伽藍ほか
- 本堂：大和郡山市の真宗本堂の代表的建築。
- 本尊：木造阿弥陀如来立像、室町時代初期の造仏。
- 襖絵：表具師藤田常栄の筆、宝暦（1751年 - 1764年）の頃の作。
- 平清盛発行の赦免状（1178年（治承2年）7月26日）：謀反が発覚して鬼界ヶ島へ流された俊寛の一味である丹波少将成経、平判官康頼に対しての赦免状。

## 寺宝
- 梵鐘：大和郡山市指定文化財

## 古文書、他
- 光慶寺超宗宛下間頼賑書状：年未詳
- 下間頼賑宛光慶寺超宗書状案：年未詳
- 下間頼賑宛光慶寺超宗書状案（端書）「小弐様へ返事ノ案」：年未詳
- 下間頼賑宛光慶寺超宗書状案（端書）「小弐様へ二度めの御返事ノ案」：年未詳
- 光慶寺超宗宛下間頼賑書状：年未詳
- 下間宗清宛光慶寺超宗書状：年未詳
- 売渡申見文之事：1611年（慶長16年）
- 仏前之御道具：年未詳
- 逸話：夫婦狸の悪戯の逸話が残る。

## 関連
- 伴林光平：光慶寺で仏道修行。

## 所在地
- 奈良県大和郡山市今井町35
- 地図

## 交通アクセス
- JR大和路線郡山駅徒歩7分